# Damián Albil
Damián Gonzalo Albil  (Lomas de Zamora, Buenos Aires, Argentina; 9 de diciembre de 1979) es un exfutbolista y entrenador de porteros argentino que actualmente es entrenador de porteros de la Selección de Venezuela. Jugaba como portero y su último equipo fue Independiente donde también arrancó su carrera.

## Trayectoria
Debutó como profesional el 1 de julio de 2000 en el Club Atlético Independiente, a pesar de que no logró establecerse como una pieza importante del equipo en los 5 años que estuvo, y formó parte del plantel que conquistó el Torneo Apertura 2002 donde atajó un partido, siendo titular en la fecha 7 de local frente a Colón partido que finalizó 7-1 en favor de independiente.

### Estudiantes de La Plata
En 2004, Albil es traspasado a Estudiantes de La Plata como jugador libre, luego de haber hecho la pretemporada con Ferro Carril Oeste, con el que sin haber atajado un solo partido fue campeón del Torneo Apertura en 2006, aunque siendo el suplente primero de Martín Herrera y luego de Mariano Andújar. Después de la partida de ambos arqueros, pudo hacerse con la titularidad del equipo.
A mediados del Apertura 2009, contra Argentinos Juniors, sufre una lesión, por lo cual necesita ser suplido por el arquero César Taborda. Albil no atajó debido a que fue suplente de Mariano Andújar durante toda la Copa Libertadores 2009 que ganó su equipo, siendo tenido en cuenta para los últimos partidos del Torneo Clausura 2009.
Con la partida de Mariano Andújar, fue el arquero titular durante el Torneo Apertura 2009, y en la Copa Mundial de Clubes 2009, en la final contra el FC Barcelona.

### San Lorenzo de Almagro
En 2010, Albil es traspasado a San Lorenzo de Almagro, donde jugaría a préstamo durante 1 año, siendo uno de los refuerzos del equipo Santo para el Torneo Apertura 2010. En 2012 ficha para el Club Atlético Tigre para afrontar el torneo Apertura 2012. Sin embargo, en el Club de Victoria no tendría tanta continuidad, en la temporada 2013/2014 jugaría tan solo 1 partido, lo que le llevó a buscar nuevo club.
El 1 de julio de 2014 confirmaría su fichaje con Ferrocarril Oeste, club que milita en la Segunda División del fútbol argentino.
Jugó los primeros seis meses de 2016 para Central Córdoba de Santiago del Estero, también en la Segunda División del fútbol argentino.
Si bien estuvo cerca de fichar por Flandria, en agosto de 2016 retorna al Club Atlético Independiente.

### Vuelta a Independiente
El 25 de noviembre de 2017 ingresa en jogging inesperadamente en el partido Racing 0 - Independiente 1 faltando 15 minutos para su finalización ante la lesión del arquero Gonzalo Rehak. En dicho partido Independiente afrontó aquel partido con 10 jugadores desde los 33 minutos del primer tiempo tras la expulsión de Moreira por segunda amarilla y jugó todo el partido con un mix de suplentes y titulares, ya que en la semana entrante disputaba el partido de vuelta contra Libertad de Paraguay por la Copa Sudamericana 2017, que finalmente ganó por 3 a 1. Luego, en el mismo torneo, fue titular en la victoria de Independiente frente a Arsenal en Sarandí por 2 a 1. 
Se consagró campeón de la Copa Sudamericana 2017 sin atajar un solo partido debido a que integró el banco de suplentes en las finales contra Flamengo en Avellaneda y la posterior vuelta en el Maracaná.
Ya retirado, fue entrenador de arqueros de la Selección Argentina campeona durante el Mundial de Catar 2022.

### Vida personal
Es baterista en la banda Los Talibanes que ya tiene dos temas grabados y varios recitales en su haber.

## Clubes
Actualizado al 19 de marzo de 2018
| Club                    | País      | Año       | PJ | Goles |
| ----------------------- | --------- | --------- | -- | ----- |
| Independiente           | Argentina | 2000-2004 | 19 | 0     |
| Estudiantes de La Plata | Argentina | 2004-2010 | 39 | 0     |
| San Lorenzo             | Argentina | 2010-2011 | 9  | 0     |
| Estudiantes de La Plata | Argentina | 2011-2012 | 16 | 0     |
| Tigre                   | Argentina | 2012-2014 | 20 | 0     |
| Ferro Carril Oeste      | Argentina | 2014-2015 | 36 | 0     |
| Central Córdoba (SdE)   | Argentina | 2016      | 6  | 0     |
| Independiente           | Argentina | 2016-2018 | 4  | 0     |

## Palmarés

### Campeonatos nacionales
| Título           | Club                    | País      | Año    |
| ---------------- | ----------------------- | --------- | ------ |
| Primera División | Independiente           | Argentina | A-2002 |
| Primera División | Estudiantes de La Plata | Argentina | A-2006 |

### Campeonatos internacionales
| Título                       | Club                    | Sede           | Año  |
| ---------------------------- | ----------------------- | -------------- | ---- |
| Copa Libertadores de América | Estudiantes de La Plata | Belo Horizonte | 2009 |
| Copa Sudamericana            | Independiente           | Río de Janeiro | 2017 |

- Datos: Q1749222